# 滝川益重
滝川 益重（たきがわ ますしげ）は、戦国時代から安土桃山時代にかけての武将。滝川一益の甥。諱は益氏（ますうじ）とも詮益（のぶます）とも伝わるが、これらを別人とする説もある。通称は儀太夫。

## 略歴
織田信長の家臣・滝川一益の甥といわれる。前歴などは不明だが、叔父一益の家臣となった。
傾き者として知られる前田利益は「滝川儀太夫の子（または弟）」とされるので、この滝川儀太夫が益重をさすとする説があるが定かではない。また、楠木氏最後の当主楠木正盛は「瀧川義太夫」の娘を室としている（『勢州軍記』）が、この義太夫が益重かどうかも不明である。
天正10年（1582年）、甲州征伐に従軍。田野で武田勝頼を包囲して自害に至らしめた。3月、滝川一益が信濃国のうち二郡と上野一国を与えられると、益重も上野に領地をもらった。
滝川一益が上野の厩橋城を本拠地として入った際に、益重は城代として真田昌幸が明け渡した沼田城に入城した。このときに昌幸の次男の信繁を人質としてもらいうけた。同年5月23日、益重は滝川勢を率いて三国峠を越えようとしたが、清水城主長尾伊賀守と樺沢城主栗林政頼に破れ、同25日には猿ヶ京城に夜襲をうけたが、これは撃退したと伝わる。
同年6月2日、本能寺の変で織田信長が横死する。これを知った元沼田城代の藤田信吉は長尾伊賀守に使いを出して上杉景勝に通じて反乱を起こし、5千の兵を率いて沼田城を攻め水曲輪の一つを奪ったが、同月13日、益重は滝川一益の援軍を得てこれを撃退した。同月18-19日、北条氏直との神流川の戦いに従軍するが、敗れた一益が伊勢長島城へ撤退すると、益重もこれに従った。
天正11年（1583年）、賤ヶ岳の戦いにおいて滝川一益は柴田氏に与し、関盛信の留守に乗じ亀山城を奪い、峯城にいた羽柴秀吉（のちの豊臣秀吉）派の岡本宗憲を駆逐すると、亀山城に佐治新介（これを滝川益氏とする説がある）、峯城に益重が入れられた。
2月、両城は羽柴軍の猛攻を受け、兵糧攻めにより4月17日に峯城は開城するが、その後の投降した益重を秀吉は召し出して奮戦を称え、領地を与えた。戦後は豊臣氏に仕えた。
天正12年（1584年）の小牧の戦いに兵100人を率いて従軍。天正14年（1586年）の朝日姫の輿入れに供奉して浜松に入った。天正15年（1587年）の九州の役では兵350人を率いて従軍した。
茶の湯を嗜み、津田宗及の茶会にしばしば足を運び、津田盛月、松下之綱らとも親交があった。没年不詳。